# Maesteg
Maesteg is een plaats in de Welshe county borough Bridgend.

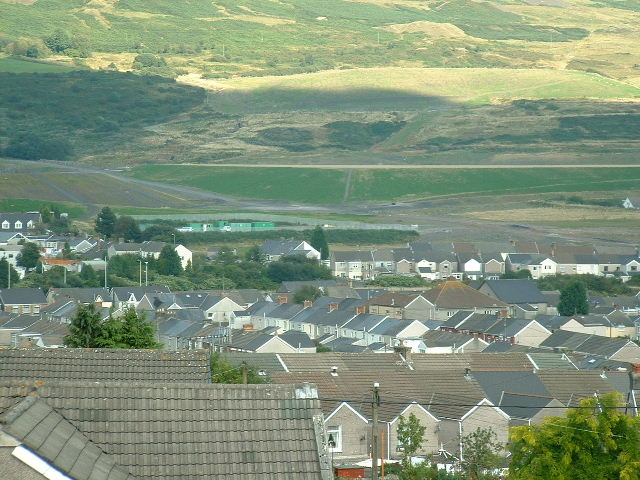
Maesteg

Maesteg telt 17.859 inwoners.